# Melvin E. Thompson
Melvin Ernest Thompson (* 1. Mai 1903 in Millen, Georgia; † 3. Oktober 1980 in Valdosta, Georgia) war ein US-amerikanischer Politiker und von 1947 bis 1948 Gouverneur von Georgia.

## Jugend und politischer Aufstieg
Bis 1926 besuchte er die Emory University und anschließend machte er 1935 seinen Magister an der University of Georgia. Er beschloss eine Laufbahn im Schuldienst einzuschlagen und arbeitete sich vom einfachen Lehrer bis zum stellvertretenden Bildungsminister des Staates Georgia empor. Er war außerdem ein Anhänger von Gouverneur Ellis Arnall, der ihn zum Chef seiner Verwaltung und Finanzminister (Revenue commissioner) machte. 1946 wurde er zum ersten Vizegouverneur des Staates gewählt. Die eigentliche Gouverneurswahl gewann Eugene Talmadge, der insgesamt bereits zum vierten Mal in dieses Amt gewählt wurde (die anderen Amtszeiten waren von 1933 bis 1937 und 1941 bis 1943).

## Verfassungskrise mit drei Gouverneuren
Am 21. Dezember 1946 starb Talmadge an einem Leberleiden, noch bevor er in das Amt des Gouverneurs eingeführt worden war. In der Folge kam es zu einer der bizarrsten Situationen in der gesamten amerikanischen Geschichte. Die Verfassung von Georgia hatte erst vor kurzem das Amt des Vizegouverneurs geschaffen. Dieses Amt sollte mit der neuen Amtszeit erstmals besetzt werden. Melvin Thompson, ein Gegner von Talmadge, war bei den Wahlen 1946 als erster Vizegouverneur Georgias gewählt worden. Laut Verfassung sollte der Vizegouverneur das Amt des Gouverneurs ausüben, falls dieser während seiner Amtszeit verstarb oder aus anderen Gründen aus dem Amt schied. Nun war Eugene Talmadge zum Zeitpunkt seines Todes aber noch gar nicht im Amt und die Diskussion um die Nachfolge entbrannte zwischen drei Gruppen. Zum ersten beanspruchte Thompson als gewählter Vizegouverneur das Amt für sich.  Die Talmadge Anhänger waren entschieden gegen diese Lösung. Sie schlugen die Wahl von Herman Talmadge, dem Sohn des verstorbenen Gouverneurs, durch die Nationalversammlung vor. Schließlich folgte die Versammlung diesem Vorschlag und wählte am 15. Januar 1947 Herman Talmadge zum neuen Gouverneur. Daraufhin klagte Thompson vor dem Obersten Gerichtshof von Georgia. Damit noch nicht genug. Der scheidende Gouverneur Ellis Arnall sah nun ein Problem. Da er nicht genau wusste, wer denn nun sein Nachfolger sei, weigerte er sich, das Amt zu übergeben. Das brachte die Talmadge Anhänger in Rage, sie hassten Arnall ohnehin wegen dessen Talmadge feindlicher Politik der letzten vier Jahre. Unter den Anhängern der verschiedenen Lager kam es sogar zu handfesten Schlägereien. Inzwischen hatte Herman Talmadge das Gouverneursgebäude militärisch besetzten lassen und erklärte sich zum Gouverneur von Georgia, während Arnall und Thompson ebenfalls dieses Amt beanspruchten. Kurzzeitig hatte Georgia im Januar 1947 also gleichzeitig drei Gouverneure. Schließlich gab Arnall auf und erkannte Thompson als neuen Gouverneur an. Somit gab es aber immer noch die beiden Kontrahenten Thompson und Herman Talmadge, die den Staat für weitere zwei Monate in ein politisches Chaos stürzten. Im März 1947 entschied der Oberste Gerichtshof von Georgia zugunsten von Thompson. Dieser sollte solange als Gouverneur amtieren, bis 1948 Neuwahlen das Problem lösen sollten. Herman Talmadge gab überraschend schnell auf und bereitete sich auf die Neuwahlen vor, die er 1948 dann auch gewinnen sollte.
Laut Gerichtsbeschluss war nun Thompson neuer Gouverneur von Georgia. Seine Amtszeit sollte aber nicht lange währen. Bereits für 1948 waren vom Gericht Neuwahlen ausgeschrieben worden und Herman Talmadge nutzte die Zeit für seinen Wahlkampf, den er auch mit klarer Mehrheit gewann.

## Lebensabend und Tod
In den folgenden Jahren trat Thompson noch bei drei weiteren Wahlen jeweils gegen Herman Talmadge an und unterlag jedes Mal. 1950 und 1954 ging es dabei um das Amt des Gouverneurs und 1956 um einen Sitz im US-Senat. Danach zog er sich nach Valdosta, Georgia, zurück, wo er als Grundstücksmakler arbeitete. Dort starb er auch im Jahr 1980.